# Maomé ibne Buga
Abu Nácer Maomé ibne Buga (em árabe: أبو نصر محمد بن بغا; romaniz.: Abu Nasr Muhammad ibn Bugha) foi um oficial militar do século IX a serviço do Califado Abássida. Era filho de Buga Alquibir, um soldado escravo turco (gulam) e proeminente general do exército. É mencionado pela primeira vez durante a guerra civil de 865-866, quando foi responsável por tomar e defender a cidade de Ambar em nome de Almutaz. Mais tarde, desempenhou papel de liderança na deposição de Almutaz em 869, quando ele, Sale ibne Uacife e Baiaquebaque lideraram o partido que prendeu o califa. Após a chegada de seu irmão Muça ibne Buga em Samarra naquele mesmo ano, Maomé se juntou a ele e foi posteriormente classificado como um dos comandantes seniores de sua facção. Durante o colapso das relações entre o califa Almutadi e a liderança turca em junho de 870, Maomé e seu irmão foram alvo de tentativas de incitar os moradores de Samarra contra eles. Após acusações de que ele e Muça eram culpados de expropriar receitas, Maomé foi apreendido e colocado na prisão, e pouco depois foi condenado à morte. Seu destino contribuiu à decisão dos regimentos samarranos de derrubar Almutadi no final daquele mês.